# Hieracium calliglaucum
Hieracium calliglaucum es una especie de planta con flor del género Hieracium, de la familia Asteraceae, orden Asterales.

## Distribución
Hieracium calliglaucum se distribuye por Noruega y Suecia.

## Taxonomía
Fue descrita científicamente por Omang. Fue publicada en Nyt Mag. Naturvidensk. 43: 255 (1905).